# Trout River
Trout River est une municipalité (Town) située à l'ouest de Terre-Neuve dans la province de Terre-Neuve-et-Labrador. Elle est située à l'embouchure de la rivière Trout, d'où son nom.

## Géographie
Trout River est situé au sud-ouest du parc national du Gros-Morne, sur la côte du golfe du Saint-Laurent. Elle est localisée à l'extrémité de la route 431. La municipalité est entourée entièrement de territoires non-organisées.